# Campionati italiani primaverili di nuoto 2005
I Campionati italiani primaverili di nuoto 2005 si sono svolti a Riccione tra il 6 e il 12 aprile 2005.

## Podi

### Uomini
| Evento               | Oro                                                                                              | Tempo    | Argento                                                                                              | Tempo    | Bronzo                                                                                       | Tempo    |
| Stile libero         |                                                                                                  |          | |          |                                                                                              |          |
| 50 m                 | Lorenzo Vismara                                                                                  | 22.42    | Michele Scarica                                                                                      | 22.74    | Giacomo Vassanelli                                                                           | 22.79    |
| 100 m                | Filippo Magnini                                                                                  | 48.85    | Lorenzo Vismara                                                                                      | 49.12    | Christian Galenda                                                                            | 49.62    |
| 200 m                | Massimiliano Rosolino                                                                            | 1'48.21  | Emiliano Brembilla                                                                                   | 1'48.79  | Filippo Magnini                                                                              | 1'48.84  |
| 400 m                | Emiliano Brembilla                                                                               | 3'46.89  | Massimiliano Rosolino                                                                                | 3'47.80  | Nicola Cassio                                                                                | 3'54.07  |
| 800 m                | Massimiliano Rosolino                                                                            | 7'50.40  | Emiliano Brembilla                                                                                   | 7'55.17  | Andrea Righi                                                                                 | 8'03.73  |
| 1500 m               | Massimiliano Rosolino                                                                            | 15'14.34 | Simone Ercoli                                                                                        | 15'19.56 | Samuel Pizzetti                                                                              | 15'24.33 |
| Dorso                |                                                                                                  |          | |          |                                                                                              |          |
| 50 m                 | Luis Alberto Laera                                                                               | 26.27    | Marco Malinverno                                                                                     | 26.54    | Mattia Aversa                                                                                | 26.64    |
| 100 m                | Mattia Aversa                                                                                    | 56.22    | Enrico Catalano                                                                                      | 56.59    | Simone Manni                                                                                 | 56.67    |
| 200 m                | Mirko Mazzari                                                                                    | 2'01.04  | Luca Marin                                                                                           | 2'01.22  | Simone Manni                                                                                 | 2'01.58  |
| Rana                 |                                                                                                  |          | |          |                                                                                              |          |
| 50 m                 | Alessandro Terrin                                                                                | 27.80    | Andrea Savino                                                                                        | 28.22    | Fernando Mazzotta                                                                            | 28.44    |
| 100 m                | Alessandro Terrin                                                                                | 1'01.35  | Loris Facci                                                                                          | 1'01.85  | Michele Vancini                                                                              | 1'02.18  |
| 200 m                | Paolo Bossini                                                                                    | 2'12.41  | Loris Facci                                                                                          | 2'12.80  | Michele Vancini                                                                              | 2'15.17  |
| Farfalla             |                                                                                                  |          | |          |                                                                                              |          |
| 50 m                 | Mattia Nalesso                                                                                   | 24.41    | Lorenzo Benatti                                                                                      | 24.62    | Rudy Goldin                                                                                  | 24.78    |
| 100 m                | Paolo Villa                                                                                      | 53.91    | Lorenzo Benatti                                                                                      | 54.31    | Matteo Salomoni                                                                              | 54.88    |
| 200 m                | Francesco Vespe                                                                                  | 1'58.95  | Paolo Villa                                                                                          | 2'00.23  | Joseph Davide Natullo                                                                        | 2'01.41  |
| Misti                |                                                                                                  |          | |          |                                                                                              |          |
| 200 m                | Alessio Boggiatto                                                                                | 2'00.68  | Leonardo Tumiotto                                                                                    | 2'01.52  | Nicola Febbraro                                                                              | 2'02.35  |
| 400 m                | Alessio Boggiatto                                                                                | 4'14.78  | Luca Marin                                                                                           | 4'16.22  | Leonardo Tumiotto                                                                            | 4'18.18  |
| Staffette            |                                                                                                  |          | |          |                                                                                              |          |
| 4x100 m stile libero | Centro Sportivo Carabinieri Alessandro Calvi Giacomo Vassanelli Mattia Nalesso Mauro Gallo       | 3'19.97  | Gruppo Nuoto Fiamme Gialle Lorenzo Vismara Klaus Lanzarini Christian Galenda René Gusperti           | 3'20.39  | Larus Nuoto Massimiliano Rosolino Patrizio Barbini Filippo Magnini Diego Perioli             | 3'21.39  |
| 4x200 m stile libero | Circolo Canottieri Aniene A Emiliano Brembilla Alessio Boggiatto Paolo Bossini Nicola Cassio     | 7'22.17  | Centro Sportivo Carabinieri A Andrea Righi Mirko Mazzari Francesco Vespe Alessandro Calvi            | 7'24.73  | Gruppo Sportivo Fiamme Oro Roma A Nicola Selleri Luca Pasteris Stefano Linda Nicola Febbraro | 7'25.83  |
| 4x100 m misti        | Centro Sportivo Carabinieri A Luis Alberto Laera Michele Vancini Mattia Nalesso Alessandro Calvi | 3'42.02  | Gruppo Sportivo Fiamme Oro Roma A Cesare Pizzirani Davide Ruggero Cassol Luca Gardonio Luca Pasteris | 3'44.51  | Centro Sportivo Esercito A Riccardo Lanozzi Marco Sommaripa Paolo Villa Gianluca Ermeti      | 3'44.89  |

### Donne
| Evento               | Oro                                                                                   | Tempo    | Argento                                                                                        | Tempo    | Bronzo                                                                                  | Tempo    |
| Stile libero         |                                                                                       |          |                                                                                                |          |                                                                                         |          |
| 50 m                 | Cristina Chiuso                                                                       | 25.42    | Gaia Mancabelli                                                                                | 26.03    | Maria Sole Lensi                                                                        | 26.09    |
| 100 m                | Federica Pellegrini                                                                   | 54.55    | Simona Ricciardi                                                                               | 56.87    | Livia Travaglini                                                                        | 57.18    |
| 200 m                | Federica Pellegrini                                                                   | 1'57.92  | Simona Ricciardi                                                                               | 2'02.32  | Martina Cuppone                                                                         | 2'03.00  |
| 400 m                | Federica Pellegrini                                                                   | 4'10.38  | Simona Ricciardi                                                                               | 4'15.03  | Elisa Pasini                                                                            | 4'15.86  |
| 800 m                | Flavia Rigamonti                                                                      | 8'35.80  | Elisa Pasini                                                                                   | 8'47.90  | Giulia Bolgiani                                                                         | 8'54.77  |
| 1500 m               | Elisa Pasini                                                                          | 16'45.18 | Eva Crestacci                                                                                  | 16'55.83 | Alessia Paoloni                                                                         | 16'59.69 |
| Dorso                |                                                                                       |          |                                                                                                |          |                                                                                         |          |
| 50 m                 | Elena Gemo                                                                            | 29.25    | Valentina De Nardi                                                                             | 29.59    | Giorgia Gramillano Alessia Regli                                                        | 30.00    |
| 100 m                | Alessia Filippi                                                                       | 1'02.69  | Alessia Regli                                                                                  | 1'03.66  | Valentina De Nardi                                                                      | 1'04.04  |
| 200 m                | Alessia Filippi                                                                       | 2'12.13  | Roberta Ioppi                                                                                  | 2'16.22  | Elisa Pasini                                                                            | 2'17.51  |
| Rana                 |                                                                                       |          |                                                                                                |          |                                                                                         |          |
| 50 m                 | Giulia Fabbri                                                                         | 32.51    | Roberta Panara                                                                                 | 32.58    | Noemi Direnzo                                                                           | 32.62    |
| 100 m                | Chiara Boggiatto                                                                      | 1'09.74  | Giulia Fabbri                                                                                  | 1'10.37  | Desiree Ferro                                                                           | 1'10.87  |
| 200 m                | Chiara Boggiatto                                                                      | 2'27.12  | Desiree Ferro                                                                                  | 2'30.96  | Sara Giovannoni                                                                         | 2'32.87  |
| Farfalla             |                                                                                       |          |                                                                                                |          |                                                                                         |          |
| 50 m                 | Francesca Segat                                                                       | 27.21    | Elena Gemo                                                                                     | 27.52    | Cristina Maccagnola                                                                     | 27.54    |
| 100 m                | Francesca Segat                                                                       | 59.26    | Ambra Migliori                                                                                 | 59.56    | Caterina Giacchetti                                                                     | 1'00.65  |
| 200 m                | Caterina Giacchetti                                                                   | 2'08.83  | Francesca Segat                                                                                | 2'10.67  | Ambra Migliori                                                                          | 2'13.50  |
| Misti                |                                                                                       |          |                                                                                                |          |                                                                                         |          |
| 200 m                | Alessia Filippi                                                                       | 2'16.58  | Sara Parise                                                                                    | 2'17.51  | Veronica Massari                                                                        | 2'18.56  |
| 400 m                | Alessia Filippi                                                                       | 4'47.33  | Veronica Massari                                                                               | 4'53.22  | Veronica Rodà                                                                           | 4'53.51  |
| Staffette            |                                                                                       |          |                                                                                                |          |                                                                                         |          |
| 4x100 m stile libero | AS Team Veneto A Maria Laura Simonetto Alice Carpanese Renata Spagnolo Silvia Copetta | 3'49.73  | Aurelia Nuoto ASD Maria Sole Lensi Cristina Chiuso Licia Bertone Alessia Filippi               | 3'50.25  | DDS A Roberta Panara Lara Consolandi Laura Strassera Federica Pellegrini                | 3'50.28  |
| 4x200 m stile libero | AS Team Veneto A Alice Carpanese Renata Spagnolo Martina Cuppone Elisa Pasini         | 8'18.04  | USD Hydros Federica Furlan Silvia Salvador Giulia Furlan Sara Cracco                           | 8'23.90  | AS Team Veneto B Carolina Bianchetto Silvia Copetta Maria Laura Simonetto Micaela Berni | 8'29.10  |
| 4x100 m misti        | DDS A Chiara Pettenò Serenella Parri Elena Gemo Federica Pellegrini                   | 4'13.42  | Circolo Canottieri Aniene Romina Armellini Giulia Lorenzetti Ambra Migliori Alessandra Morotti | 4'15.38  | Acquatica To AS.SP.D. Roberta Ioppi Chiara Boggiatto Eleonora Minò Gloria Ragosa        | 4'19.30  |